# Сербківська сільська рада
Се́рбківська сільська́ ра́да — колишня адміністративно-територіальна одиниця та орган місцевого самоврядування в Лиманському районі Одеської області. Адміністративний центр — село Сербка.

## Загальні відомості
- Територія ради: 49,887 км²
- Населення ради: 1 959 осіб (станом на 2001 рік)
- Територією ради протікає річка Балайка

## Населені пункти
Сільській раді підпорядковані населені пункти:
- с. Сербка
- с. Вишневе

## Населення
Згідно з переписом УРСР 1989 року чисельність наявного населення сільської ради становила 2894 особи, з яких 1302 чоловіки та 1592 жінки.
За переписом населення України 2001 року в сільській раді мешкало 1955 осіб.

### Мова
Розподіл населення за рідною мовою за даними перепису 2001 року:
| Мова       | Відсоток |
| ---------- | -------- |
| українська | 89,99 %  |
| російська  | 6,43 %   |
| молдовська | 1,17 %   |
| болгарська | 0,71 %   |
| гагаузька  | 0,71 %   |
| вірменська | 0,31 %   |
| білоруська | 0,10 %   |
| німецька   | 0,05 %   |
| польська   | 0,05 %   |
| румунська  | 0,05 %   |
| інші       | 0,43 %   |

## Склад ради
Рада складається з 16 депутатів та голови.
- Голова ради: Іванюк Володимир Леонідович
- Секретар ради: Кукішева Лілія Миколаївна

### Керівний склад попередніх скликань
| Прізвище, ім'я, по батькові | Основні відомості                                                 | Дата обрання | Дата звільнення |
| --------------------------- | ----------------------------------------------------------------- | ------------ | --------------- |
| Деркач Віталій Іванович     | Сільський голова, 1956 року народження, безпартійний              | 26.03.2006   | 22.01.2007      |
| Соловйов Олександр Павлович | Сільський голова, 1956 року народження                            | 17.06.2007   | 31.10.2010      |
| Іванюк Володимир Леонідович | Сільський голова, 1962 року народження, освіта вища, безпартійний | 31.10.2010   | 25.10.2015      |

Примітка: таблиця складена за даними сайту Верховної Ради України

### Депутати
За результатами місцевих виборів 2010 року депутатами ради стали:

#### За суб'єктами висування
| Суб'єкт висування | Кількість обраних депутатів | %    |
| ----------------- | --------------------------- | ---- |
| Самовисування     | 11                          | 68,8 |
| Партія регіонів   | 5                           | 31,3 |

#### За округами
| № округу        | Прізвище, ім'я, по батькові           | Дата визнання обраним | Освіта  | Партійна приналежність | Відомості про обраного депутата                       |
| --------------- | ------------------------------------- | --------------------- | ------- | ---------------------- | ----------------------------------------------------- |
| Партія регіонів |                                       |                       |         |                        |                                                       |
| 1               | Мішалов Олександр Володимирович       | 03.11.2010            | вища    | позапартійний          | Куліндоровський комбінат хлібопродуктів, робочий      |
| 2               | Замковенко Ірина Олександрівна        | 03.11.2010            | середня | позапартійна           | Сербківський дошкільний навчальний заклад, вихователь |
| 3               | Остромогильська Світлана Валер'янівна | 03.11.2010            | вища    | позапартійна           | Сербківська сільська рада, секретар                   |
| 4               | Лисак Тетяна Михайлівна               | 03.11.2010            | середня | позапартійна           | приватний підприємець                                 |
| 16              | Макаров Олександр Сергійович          | 03.11.2010            | середня | позапартійний          | ст. Чорноморська Одеської залізниці, черговий станції |
| Самовисування   |                                       |                       |         |                        |                                                       |
| 5               | Хлевнюк Віктор Олександрович          | 15.11.2010            | середня | позапартійний          | , докер                                               |
| 6               | Камалов Камал Рафіг                   | 03.11.2010            | середня | позапартійний          | Одеса- Сортувальна, приймальник поїздів               |
| 7               | Бушай Олександр Миколайович           | 03.11.2010            | середня | позапартійний          | ТОВ «ім. Посмітного», агроном                         |
| 8               | Осауленко Сергій Іванович             | 03.11.2010            | вища    | позапартійний          | Одеська дистанція електопостачання, електор-механік   |
| 9               | Кукішева Лілія Миколаївна             | 15.11.2010            | вища    | позапартійна           | ветеринарна дільниця, завідувачка                     |
| 10              | Тіхоненкова Наталія Григорівна        | 03.11.2010            | середня | позапартійна           | Сербківське відділення зв'язку, листоноша             |
| 11              | Колєв Василь Степанович               | 03.11.2010            | вища    | позапартійний          | ЗАТ «Одесакондитер», начальник                        |
| 12              | Замковенко Олександр Миколайович      | 03.11.2010            | середня | позапартійний          | Одеська залізниця, водій                              |
| 13              | Солодкий Олександр Миколайович        | 15.05.2011            | вища    | позапартійний          | ТЧ-1 Укрзалізниця, м. Одеса, інженер                  |
| 14              | Вересюк Юрій Миколайович              | 03.11.2010            | середня | позапартійний          | Одеська залізниця, водій                              |
| 15              | Зінченко Клара Іоганівна              | 03.11.2010            | вища    | позапартійна           | Сербківська сільська рада, землевпорядник             |